# بن‌بست (فیلم ۱۹۳۱)
«بن‌بست» (انگلیسی: Deadlock (1931 film)) یک فیلم است که در سال ۱۹۳۱ منتشر شد.